# M.Hosahalli, Malur
M.Hosahalli là một làng thuộc tehsil Malur, huyện Kolar, bang Karnataka, Ấn Độ.